# فریبا پژوه
فریبا پژوه (زاده ۲۹ خرداد ۱۳۵۹) روزنامه‌نگار و اصلاح‌طلب است. وی سابقه همکاری با خبرگزاری ایلنا و روزنامه اعتماد ملی و روزنامه شرق را دارد. او در جریان حوادث پس از انتخابات ۲۲ خرداد ۱۳۸۸ بازداشت و به جاسوسی و تبلیغ علیه نظام متهم شد و دوم دی پس از ۱۲۴ روز به قید وثیقه از زندان آزاد شد. او چهارشنبه ۱۹ تیرماه ۱۳۹۲ در منزل‌اش بازداشت و مجدداً روانه زندان شد. او پس از ۲۰ روز انفرادی با وثیقه سیصد میلیون تومانی از زندان آزاد شد. پس از آزادی او برای ادامه حرفه روزنامه نگاری بارها به افغانستان سفر کرد و با رسانه های یورونیوز و روزنامه شرق همکاری کرد. او در سال ۱۳۹۶ مدرک فوق لیسانس خود را در روزنامه نگاری از دانشگاه نورث وسترن ایالات متحده آمریکا دریافت کرد. او هم اکنون دانشجوی دکترا و پژوهشگر ارتباطات سیاسی دانشگاه وین استیت میشیگان است و به طور آکادمیک در حوزه روزنامه نگاری و ارتباطات سیاسی فعالیت میکند.